# Váraszó
Váraszó là một thị trấn thuộc hạt Heves, Hungary. Thị trấn này có diện tích 27,05 km², dân số năm 2010 là 518 người, mật độ 19 người/km².